# Сад Доулетабад

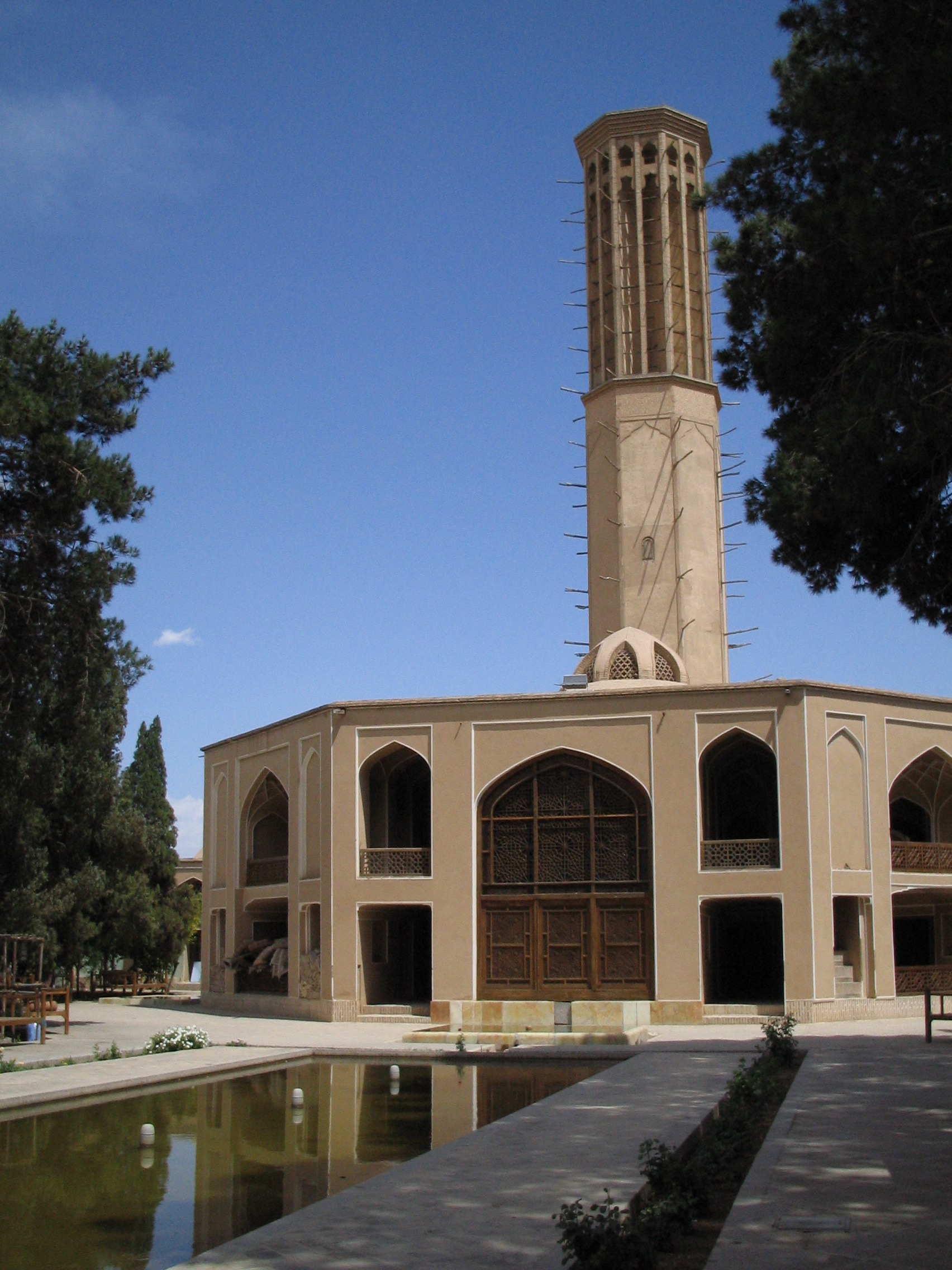

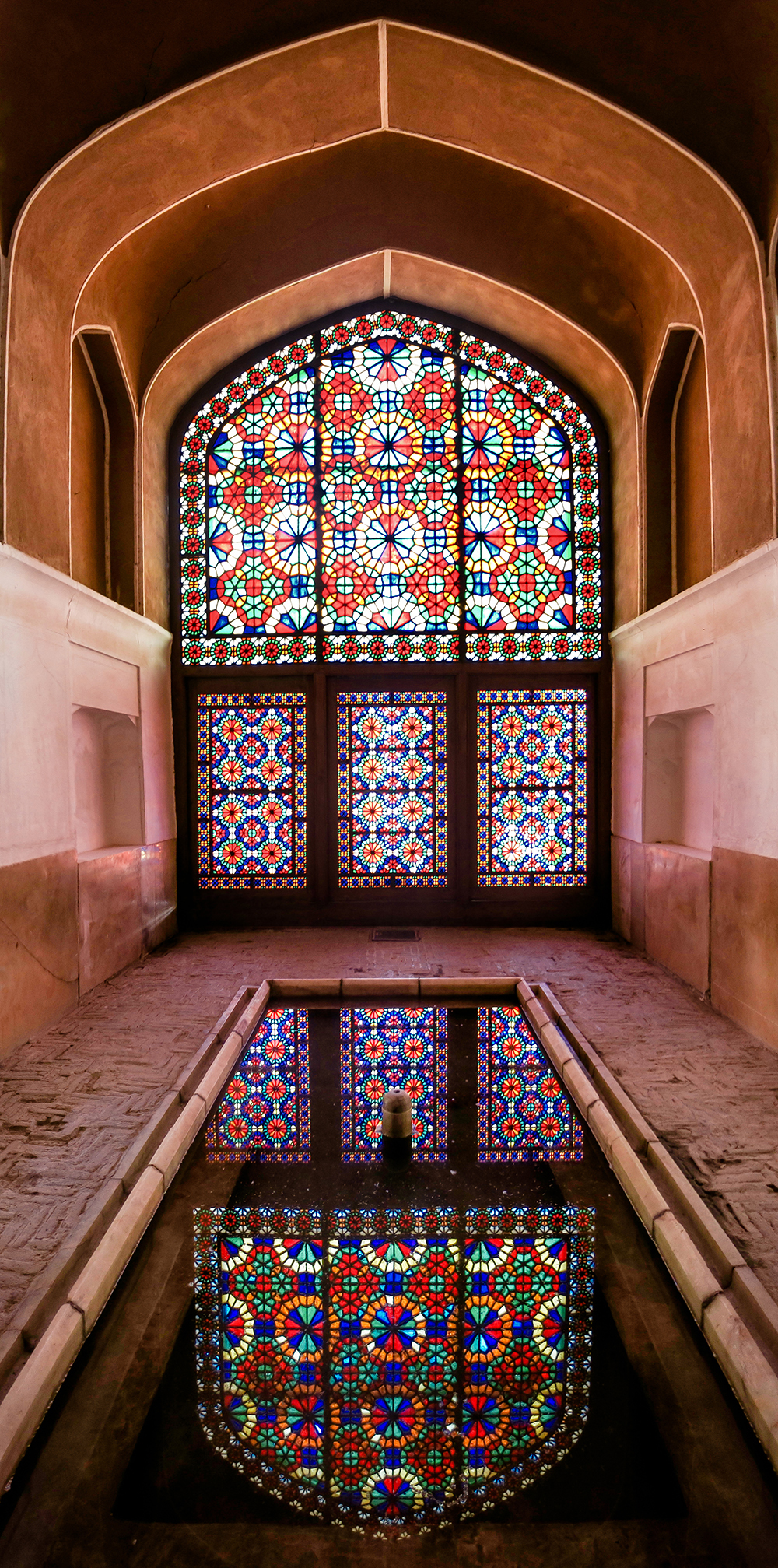

Сад Доулетабад (перс.  باغ دولت آباد‎, Bag-e Dowlatabad) — один из самых старинных садов в городе Йезд в Иране. По своей значимости он стоит в одном ряду с такими знаменитыми персидскими садами, как сад Фин в Кашане, и Сад Шахзаде в провинции Керман. Тридцатитрехметровый бадгир (традиционный иранский архитектурный элемент, служащий для вентиляции зданий), находящийся на территории Доулетабад, считается самым высоким бадгиром в мире.
12 марта 1968 года сад Доулетабад был внесен в список «Национальные памятники Ирана» под номером 774. Кроме того, он был зарегистрирован ЮНЕСКО, как один из персидских садов, входящих в мировое наследие.

## История
Доулетабад был открыт в Йезде в первый период правления династии Афшаридов в 1782 году при содействии губернатора провинции Йезд Мохаммеда Таги Хана, известного как «Большой хан». Таги Хан знаменит тем, что по его приказу был построен акведук (канат) протяженностью 65 километров, доставлявший воду из источника в городе Мехриз в город Йезд. В частности, вода доставлялась в то место, где теперь находится сад. В настоящее время сад орошается из глубинных скважин, находящихся поблизости.

## Части
Площадь сада составляет 70 тысяч квадратных метров. Здесь находятся различные строения, бассейны и многочисленные водопады, а также растут гранатовые деревья, лозы винограда и разнообразные цветы.
Территория сада состоит из двух частей: внутренней и внешней. Внешняя часть используется для проведения официальных церемоний, спортивных соревнований и других городских мероприятий. Внутренняя часть сада считается жилым комплексом.

### Внутренняя часть
Эта часть включает комплекс зданий бывшей резиденции губернатора и его семьи:
- Здание вестибюля (летний бадгир);
- Здание гарема;
- Здание «Бехешт ин»;
- Кухня;
- Сторожевая башня;
- Частный резервуар для хранения воды;
- Летние и зимние конюшни;

Вестибюль считается одним из самых важных зданий комплекса, в котором от сочетания воздуха, распространяемого из бадгира, с водой создается прохладный климат. Поэтому это здание также называется «Летнее».

### Внешняя часть
В этой части находились стоянки для караванов, прибывавших в Йезд по государственным и торговым делам, а также следующие здания:
- Внешний двор и вход в сад;
- Зеркальный зал;
- Тегеранские помещения;
- Два торговых места;
- Общественный резервуар для хранения воды.

## Адрес
Сад Доулетабад находится в городе Йезд, на улице Шахида Реджаи, или на бульваре Доулетабад.

## Галерея

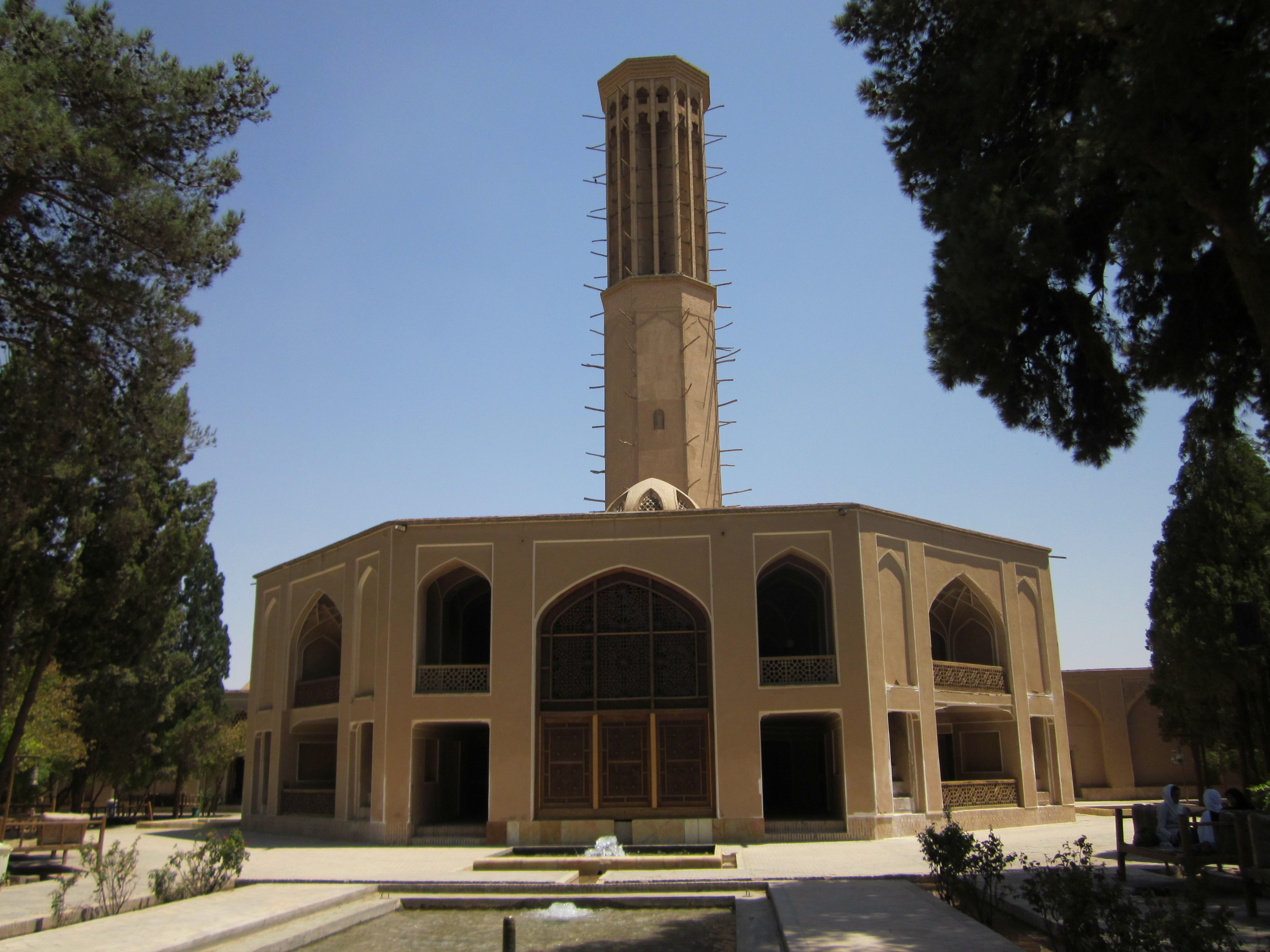
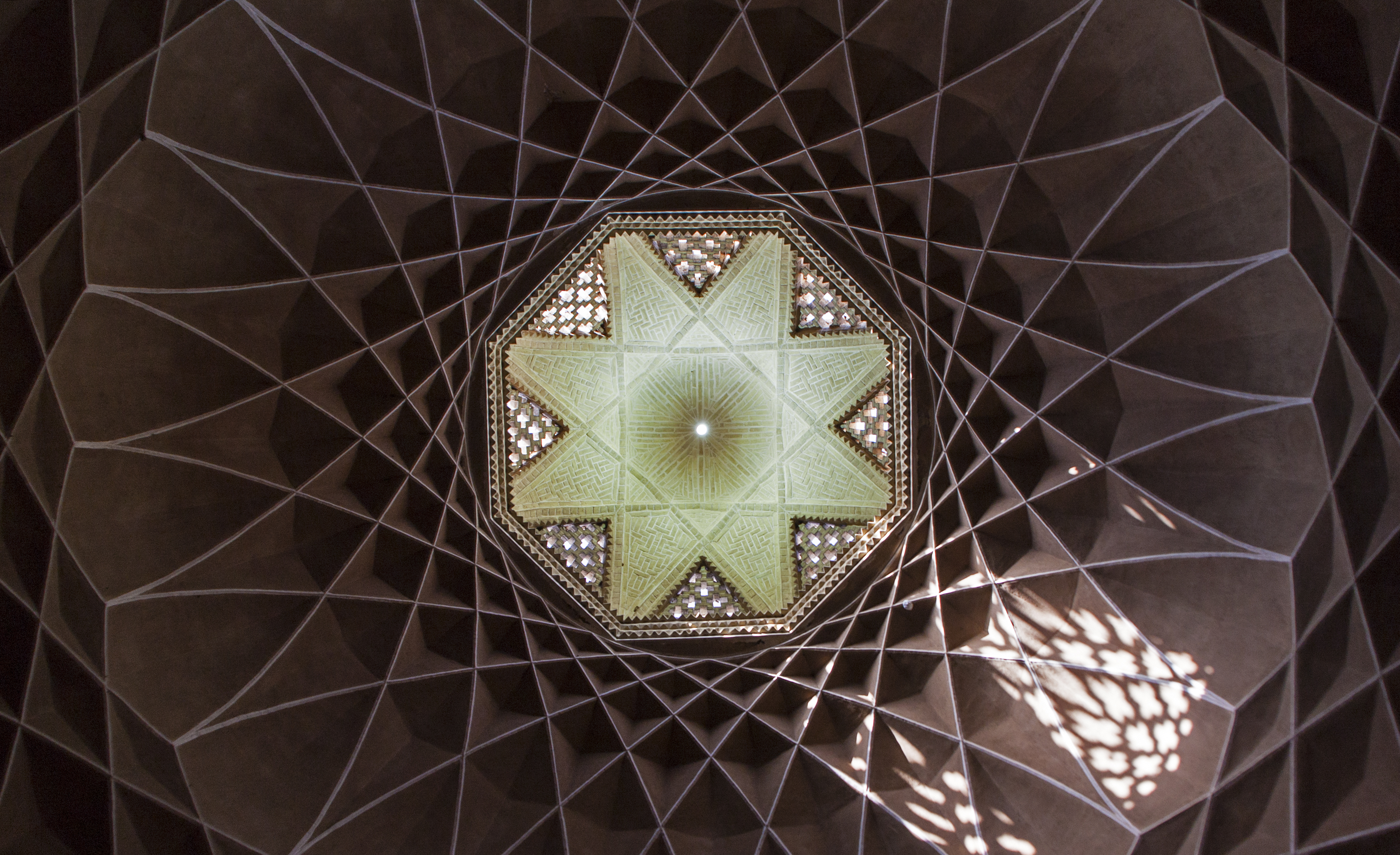
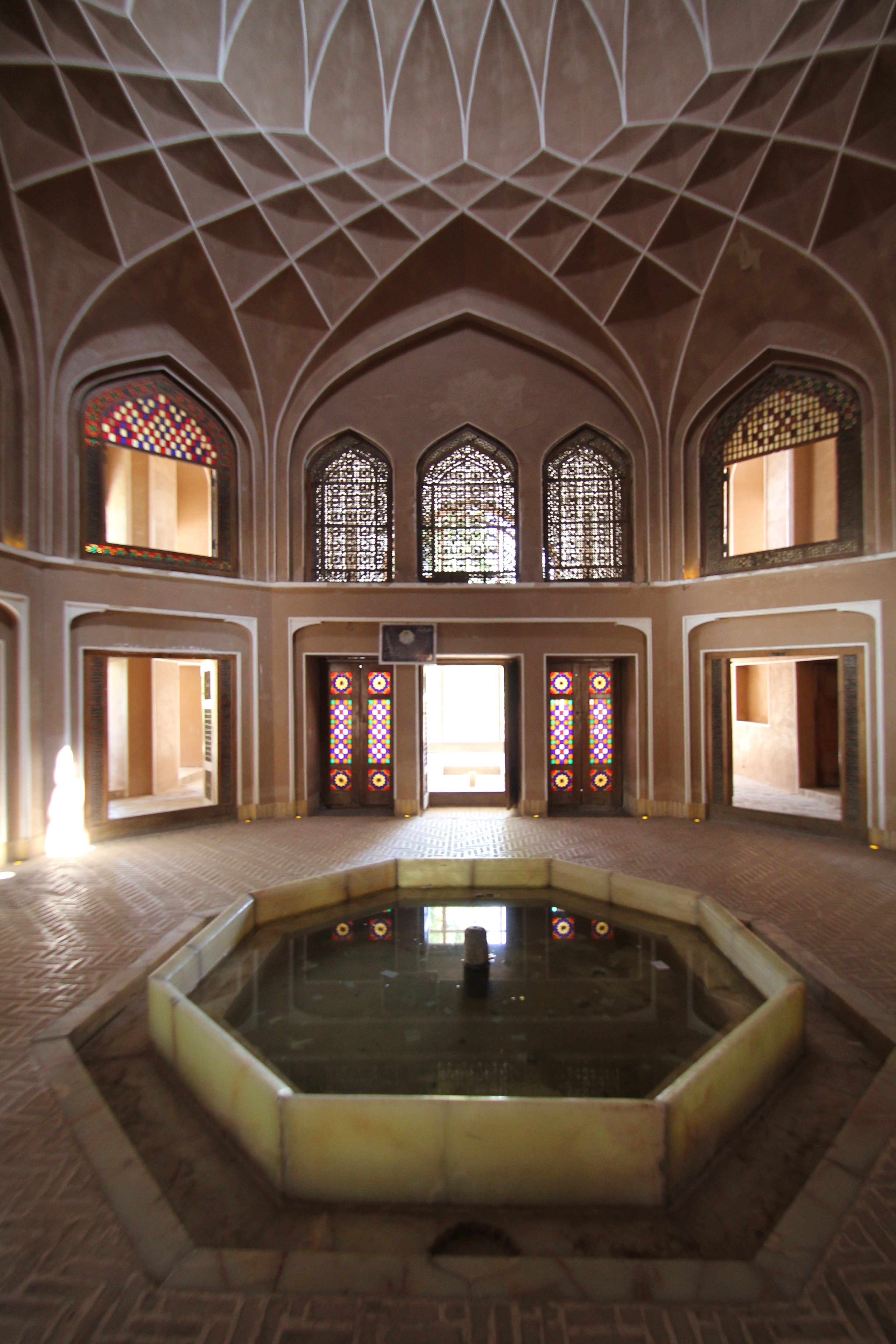
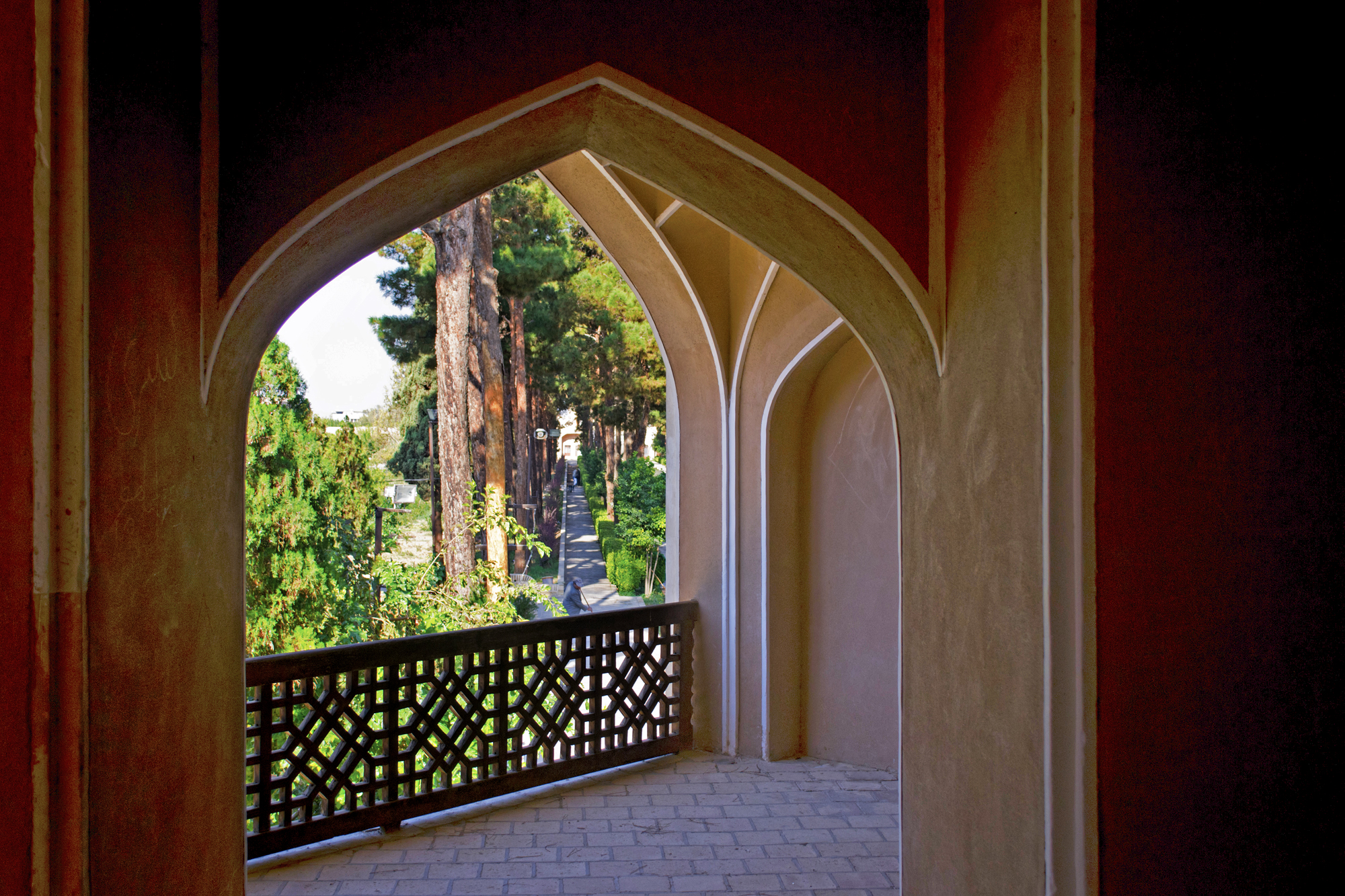
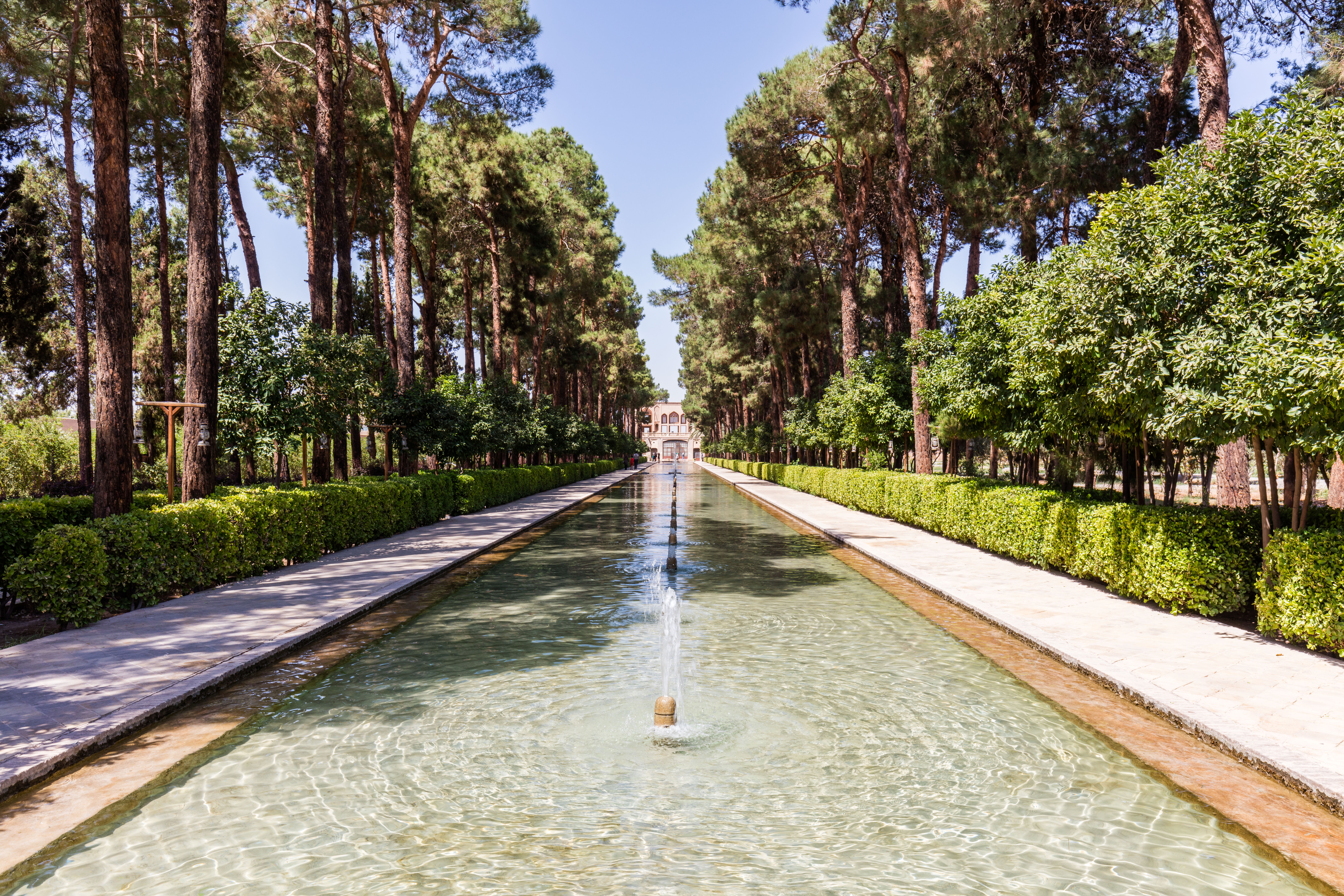
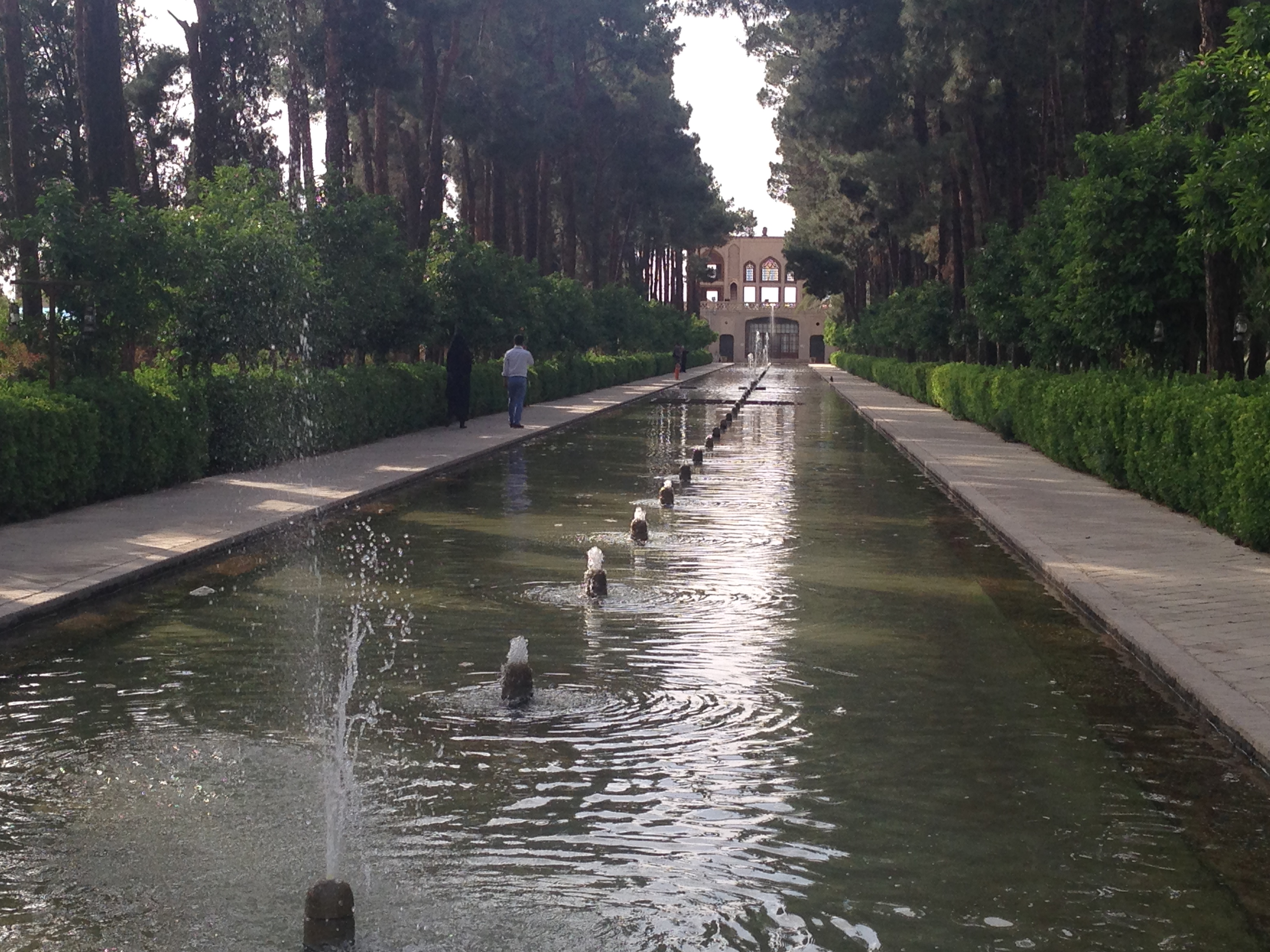
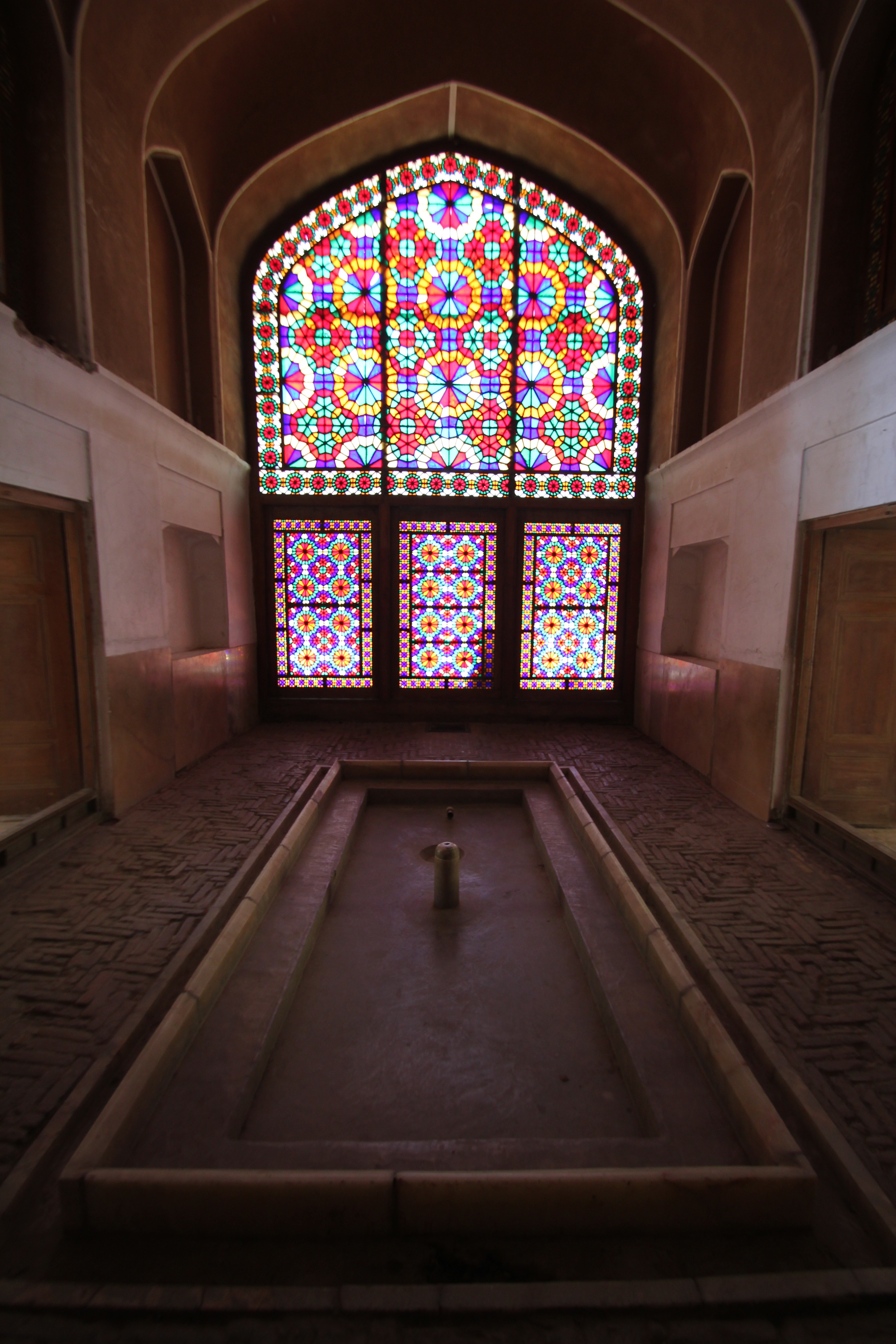